# X Lyrae
X Lyrae är en långsam irreguljär variabel av LB-typ  i stjärnbilden Lyran. 
Stjärnan varierar mellan visuell magnitud +8,6 och 9,8 utan någon skönjbar periodicitet.